# Брешенвил
Брешенвил (фр. Brechainville) је насељено место у Француској у региону Лорена, у департману Вогези.
По подацима из 2011. године у општини је живело 52 становника, а густина насељености је износила 3,67 становника/km².

## Демографија
| 1962. | 1968. | 1975. | 1982. | 1990. | 2011. |
| ----- | ----- | ----- | ----- | ----- | ----- |
| 83    | 75    | 55    | 55    | 42    | 52    |